# Udo Zimmermann
Udo Zimmermann (Dresde, 6 de octubre del 1943-ibidem, 22 de octubre del 2021) fue un compositor y director de orquesta alemán.

## Biografía
Zimmermann fue miembro de la Dresdner Kreuzchor de 1954 a 1962. Luego continuó su educación musical en la Escuela de Música de Dresde. Estudió composición con Johannes Paul Thilman, así como la realización y cantar. Trabajó dos años como asistente del director musical de teatro, Walter Felsenstein.
En 1970 se convirtió en el asesor dramático de Estado de Dresde la ópera. En 1978 fue nombrado profesor de composición en su alma mater, Dresdner Musikhochschule. En 1986, fundó el Centro de Dresde de Música Contemporánea, que es un centro de investigación y organizador de conciertos y festivales. De 1990 a 2001, Zimmermann fue el director artístico de la Ópera de Leipzig.
Zimmermann dirigió la serie musica viva de música contemporánea, dirigida por la emisora Bayerischer Rundfunk de 1997 a 2011. Invitó a notables compositores y conjuntos a conciertos en Múnich, muchos de los cuales fueron grabados. En 2007/08, inició un festival adicional de ars musica viva, que presentó a las principales orquestas y conjuntos de radio. BMW Kompositionspreises, un premio de composición para la serie, fue un premio a muchas obras nuevas de jóvenes compositores internacionales. Se representaron un total de 175 obras, con 161 composiciones comisionadas por musica viva, y presentadas en 180 emisiones. Zimmermann recibió la Medalla de Oro de la emisora por su trabajo durante 14 años. 
Zimmermann murió en Dresde dos semanas después de cumplir 78 años. Había sufrido una larga enfermedad antes de su muerte.

## Óperas
- Die Weiße Rose (La Rosa Blanca) — 17 de junio de 1967
- Die zweite Entscheidung — 1970
- Levins Mühle — 27 de marzo de 1973
- Der Schuhu und die fliegende Prinzessin — 30 de diciembre de 1976
- Die wundersame Schusterfrau — 25 de abril de 1982
- Weiße Rose (versión revisada) — 27 de febrero de 1986
- Die Sündflut — 1988

## Escritos
- Man sieht, was man hört (One sees what one hears), Udo Zimmermann on music and theatre, edited by Frank Geißler, Leipzig 2003.